# Leah Rabin

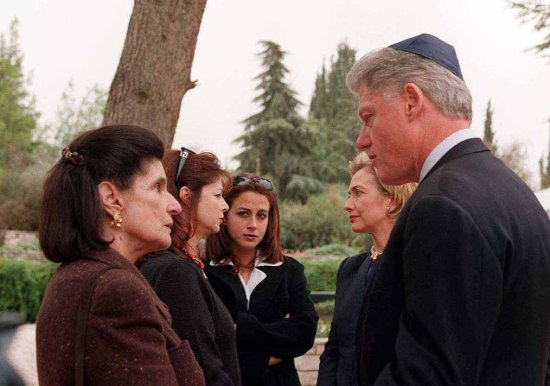
Leah Rabin (ganz links) mit Bill und Hillary Clinton (Herzlberg, Dezember 1998)

Leah Rabin (hebräisch לאה רבין; geborene Schloßberg; geboren 8. April 1928 in Königsberg, Ostpreußen; gestorben 12. November 2000 in Petach Tikwa, Israel) war eine israelische Politikerin und die Ehefrau des 1995 ermordeten israelischen Ministerpräsidenten Jitzchak Rabin.

## Leben

### Frühe Jahre
Ihr Vater Fima Schloßberg besaß in Königsberg ein Textilwarengeschäft. Sowohl ihr Vater als auch ihre Mutter Augusta (Gusta) waren in Russland geboren worden und als Kinder mit ihren Eltern nach Deutschland ausgewandert, die Eltern ihres Vaters nach Königsberg und die ihrer Mutter nach Danzig. Leah Rabin schrieb, dass ihr Vater sich sehr frühzeitig mit dem Zionismus identifizierte:

„Papa war seit seinem 5. Lebensjahr ein engagierter Zionist; damals trat er in eine der Herzl-Gruppen ein, die plötzlich wie Pilze aus dem Boden schossen, um die Fackel zu tragen, die von Theodor Herzl, dem österreichischen Journalisten, der die Vision eines Judenstaates entworfen hatte, angezündet worden war.“

### Emigration nach Palästina
1933 (im Alter von fünf Jahren) emigrierte sie mit ihrer Familie nach Palästina. Am 30. Januar 1933 war Adolf Hitler als deutscher Reichskanzler vereidigt worden; einen Tag später fuhr ihr Vater nach Triest und von dort aus mit dem Schiff nach Palästina, um alles Nötige für die Übersiedlung der Familie in die Wege zu leiten. Die Mutter fuhr noch in derselben Nacht mit den beiden Töchtern Aviva und Leah zu Verwandten nach Riga, wo sie blieben, bis der Vater sie von dort abholte. Er hatte zwischenzeitlich das Hotel Palatine in Tel Aviv gepachtet, das gleichzeitig der erste Wohnsitz der Familie in Palästina wurde. Am 5. Juni 1933 kamen sie im Hafen von Jaffa an. Nach dem Beginn des arabischen Aufstandes im Jahre 1936, als Jaffa in Flammen stand, zog sich Fima Schloßberg aus dem Hotelgewerbe zurück und beteiligte sich an einer Firma namens Ha’avara. Diese Firma half deutschen Juden dabei, im Rahmen des Ha’avara-Abkommens zumindest einen Teil ihrer Vermögen nach Palästina zu transferieren.
Im Alter von sechs Jahren trat Leah in die private Balfour School ein. Dem Vorbild ihrer älteren Schwester Aviva folgend, trat sie in der achten Klasse der HaSchomer HaTzair bei, einer zionistischen, sozialistisch orientierten Jugendorganisation. Später besuchte sie auf Wunsch ihrer Eltern vier Jahre lang die Oberschule Tichon Hadash, deren aus Deutschland stammende Rektorin Toni Halle sich entschieden für Toleranz und Redefreiheit einsetzte und diese Werte auch in ihrer Schule großschrieb. Die meisten Kinder in der Tichon Hadash stammten aus Familien, die zu den Führungskadern der Arbeiterpartei (Awoda, vorher Mapai) gehörten. Leah Rabin schreibt, dass ihre Persönlichkeit nachhaltig von diesem Schulbesuch geprägt worden ist. Später besuchten auch die beiden Kinder Dalia (geb. März 1950) und Yuwal sowie der Enkel Michael das Gymnasium Tichon Hadash, das nach dem Mord an Leah Rabins Mann den Namenszusatz Yitzak Rabin Highschool erhielt.
Im September 1940 griff Mussolinis Luftwaffe Tel Aviv an, zusammen mit einer Freundin wäre sie fast einem Bombenangriff zum Opfer gefallen; mehr als hundert Menschen wurden bei dem Angriff getötet und zahllose weitere verwundet. Mit Hunderten anderer Kinder aus Tel Aviv wurde sie danach nach Jerusalem evakuiert, das wegen seiner bedeutenden christlichen Bauwerke als sicher vor italienischen Luftangriffen eingeschätzt wurde. In Jerusalem besuchte sie eine religiöse Schule, in der ihr „regelrecht die Augen geöffnet wurden“; zuhause hatte sie wenig über die jüdische Religion erfahren.

### Ehe mit Jitzchak Rabin
Ihren Mann Jitzchak Rabin lernte sie im Sommer 1943 in einer Eisdiele an der Allenbystraße in Tel Aviv kennen, als sie die zehnte Klasse besuchte. Sie heirateten 1948.

„Ich glaubte, eine Reinkarnation des biblischen Königs David vor mir zu haben. Allerdings war sein Haar kastanienbraun, und seine Augen waren graugrün und unglaublich strahlend. Am meisten aber beeindruckte mich, daß er das typische Verhalten eines Palmach-Kämpfers zeigte: Er verschwand plötzlich wochenlang und tauchte dann ebenso plötzlich wieder auf.“

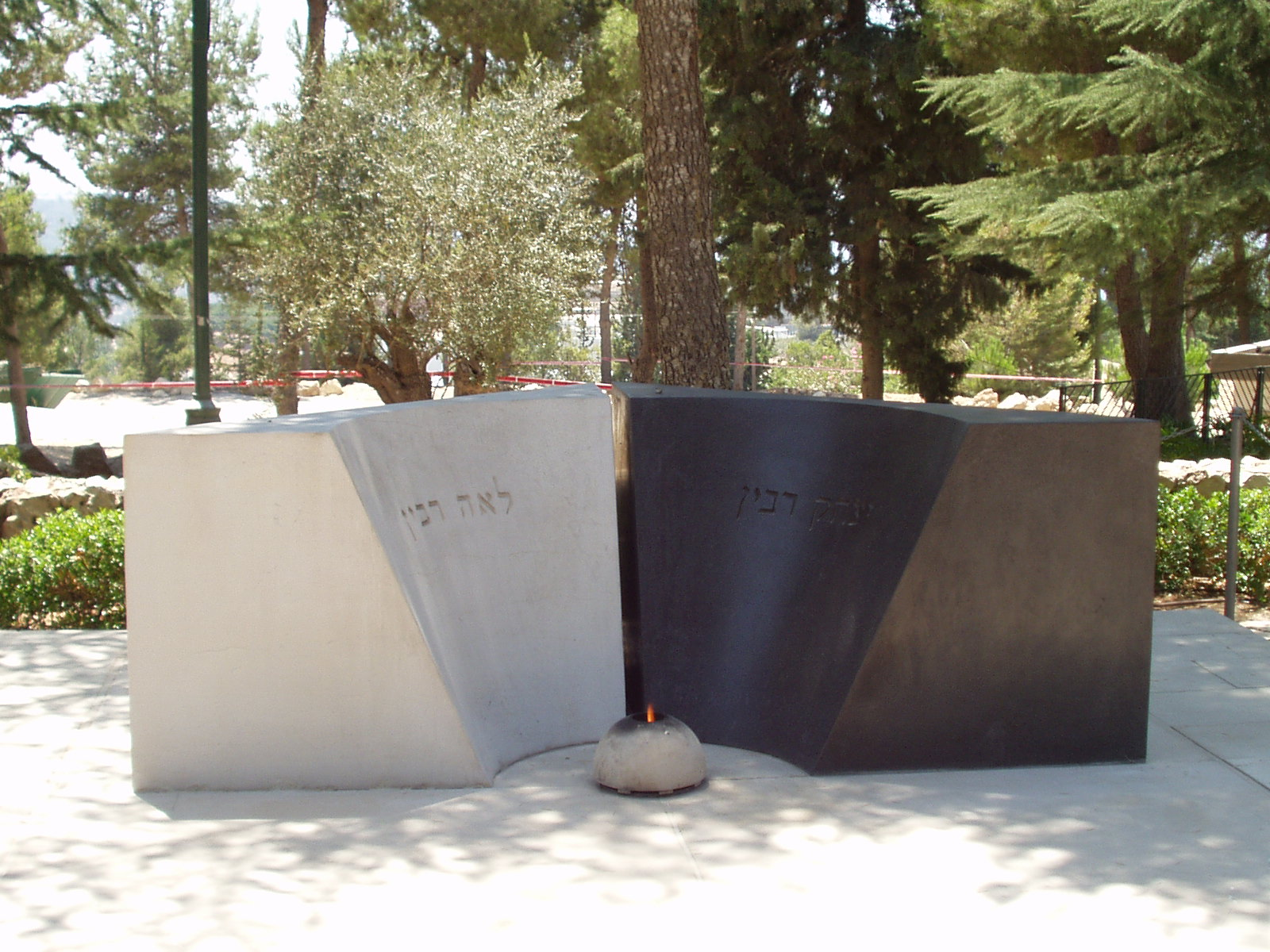
Leah und Jitzchak Rabins Grab in Jerusalem

Nach ihrem Abitur im Jahre 1945 schloss Leah sich ebenfalls dem Palmach an („zur großen Sorge“ ihrer Eltern).
Leah Rabin unterstützte stark die Friedensbestrebungen ihres Ehemannes im Israel-Palästina-Konflikt und arbeitete nach seiner Ermordung an den gemeinsamen Zielen weiter.

„Mit der Entschlossenheit, die Mauern einzureißen, und dem beharrlichen Willen, das Projekt des Friedens zu einem erfolgreichen Abschluss zu bringen, kann eine völlig neue Form der Koexistenz im Nahen Osten geschaffen werden.“

### Witwe
Leah Rabin schrieb ein Buch mit Erinnerungen an ihren Mann: Ich gehe weiter auf seinem Weg.
Ein weiteres Buch trägt den Titel Die Sehnsucht lebt in meinem Herzen. Frauen im Nahen Osten, Droemer Knaur, München 1999, ISBN 3-426-77403-8.
Nur wenige Jahre nach seinem Tode erkrankte Leah Rabin an Krebs und starb im Alter von 72 Jahren. Ihre Familie, besonders die Enkeltochter Noa Ben Artzi-Pelossof (die heute Noa Rothman heißt), vertritt weiter die Friedensziele der Großeltern.

## Zitate
„Es war eine wunderbare Kindheit im „sandigen“ kleinen Tel Aviv.“

„Papa übte einen starken Einfluß auf mich aus. Ich liebte ihn und er liebte mich mit großer Zärtlichkeit. Meine Freimütigkeit habe ich von ihm geerbt. Er war ein aufrichtiger und offener – manchmal strenger – Mann. Meine Mutter Gusta – die Kurzform von Augusta – war nachsichtiger und herzlicher. Zu ihr empfand ich ebenfalls eine innige Zuneigung; ich fühlte mich in der Liebe, die mir beide Eltern entgegenbrachten, restlos geborgen und angenommen.“

„So wie ich von der schlimmsten persönlichen Tragödie, die man sich vorstellen kann, heimgesucht worden war, so war auch unser Land in eine historisch beispiellose Katastrophe gestürzt worden. Aus den Tiefen meines Gedächtnisses tauchte unwillkürlich ein sonderbares Bild auf, das mir inmitten des Schockzustandes, in dem ich mich befand, eine geschichtliche Parallele aufdrängte…“

„Wo, ach wo gibt es noch Menschen wie ihn?
So schwer die Herausforderung auch sein mag: Unsere größte Pflicht besteht darin, diese Menschen zu finden und ihnen den Weg zu bereiten; den Frauen und Männern beizustehen, die Jitzchaks Vision weitertragen und sein Vermächtnis mit Leben erfüllen. Und wir selbst müssen den Mut aufbringen für den Frieden der Tapferen.“

## Auszeichnungen
- 1998 Buber-Rosenzweig-Medaille